# Franconia Judaica
Franconia Judaica ist eine nach Übernahme ab 2010 im Würzburger Ergon-Verlag erscheinende Buchreihe (ISSN 1864-6484), die vom Bezirk Mittelfranken herausgegeben und finanziell unterstützt wird.
Die Buchreihe will die Geschichte und Kultur der jüdischen Bevölkerung in Franken darstellen. Sie umfasst sowohl Tagungsbände (wie die Bände 1, 3, 4 und 5) als auch Arbeiten zu speziellen Themen von einzelnen Autoren (wie die Bände 2 und 6).

## Bisher erschienene Bände
- Juden in Franken 1806 bis heute (= Franconia Judaica. Band 1). Bezirk Mittelfranken, Würzburg 2007, DNB 985333510; 3., teilweise überarbeitete Auflage. Ergon, Würzburg 2011, ISBN 978-3-89913-785-9.
- Nathanja Hüttenmeister: Der jüdische Friedhof Ansbach (= Franconia Judaica. Band 2). Bezirk Mittelfranken, Würzburg 2008, ISBN 978-3-89913-786-6.
- Antijudaismus und Antisemitismus in Franken (= Franconia Judaica. Band 3). Bezirk Mittelfranken, Würzburg 2009, ISBN 978-3-89913-787-3.
- Der Rabbinatsbezirk Schwabach (= Franconia Judaica. Band 4). Bezirk Mittelfranken, Würzburg 2009, ISBN 978-3-89913-788-0.
- Judentum und Aufklärung in Franken (= Franconia Judaica. Band 5). Ergon, Würzburg 2011, ISBN 978-3-89913-826-9.
- Richard Mehler: Die Matrikelbestimmungen des bayerischen Judenediktes von 1813. Historischer Kontext – Inhalt – Praxis (= Franconia Judaica. Band 6). Ergon, Würzburg 2011, ISBN 978-3-89913-874-0.
- Geschichte und Kultur der Juden in Rothenburg o. d. T. (= Franconia Judaica. Band 7). Ergon, Würzburg 2012, ISBN 978-3-89913-927-3.
- Geschichte und Kultur der Juden in Nürnberg (= Franconia Judaica. Band 8).  Hrsg. vom Bezirk Mittelfranken durch Andrea M. Kluxen und Julia Krieger. Ergon, Würzburg 2014, ISBN 978-3-95650-056-5.
- Ilse Vogel: Des Höchsten Liebling, mein Freund. Morenu haRav R’David Diespeck (1715–1793). Eine Biographie und Familiengeschichte (= Franconia Judaica. Band 9). Ergon, Würzburg 2015, ISBN 978-3-95650-119-7.
- Pieter Kohnstam: Mut zum Leben. Eine Familie auf der Flucht in die Freiheit (= Franconia Judaica. Band 10). Aus dem Amerikanischen übersetzt, mit einem firmengeschichtlichen Anhang versehen und herausgegeben von Helmut Schwarz. Ergon, Würzburg [2016], ISBN 978-3-95650-159-3.